# Buchnerina
Buchnerina es un género de foraminífero bentónico de la Subfamilia Oolininae, de la Familia Ellipsolagenidae, de la Superfamilia Polymorphinoidea, del Suborden Lagenina y del Orden Lagenida. Su especie-tipo es Buchnerina iberica. Su rango cronoestratigráfico abarca desde el Pleistoceno hasta la Actualidad.

## Discusión
Clasificaciones previas incluían Buchnerina en la Superfamilia Nodosarioidea.

## Clasificación
Buchnerina incluye a las siguientes especies:
- Buchnerina iberica
- Buchnerina okinawaensis
- Buchnerina milletti
- Buchnerina radiatomarginata
- Buchnerina schulzeana
- Buchnerina walleriana
- Buchnerina yokoyamae